# Semiothisa adrasata
Semiothisa adrasata är en fjärilsart som beskrevs av Pieter Cornelius Tobias Snellen 1874. Semiothisa adrasata ingår i släktet Semiothisa och familjen mätare. Inga underarter finns listade i Catalogue of Life.